# Gerhard Stengel
Gerhard Stengel (* 13. Januar 1915 in Leipzig; † 16. Dezember 2001 in Dresden) war ein deutscher Maler und Grafiker. Er war Professor an der Hochschule für Bildende Künste Dresden.

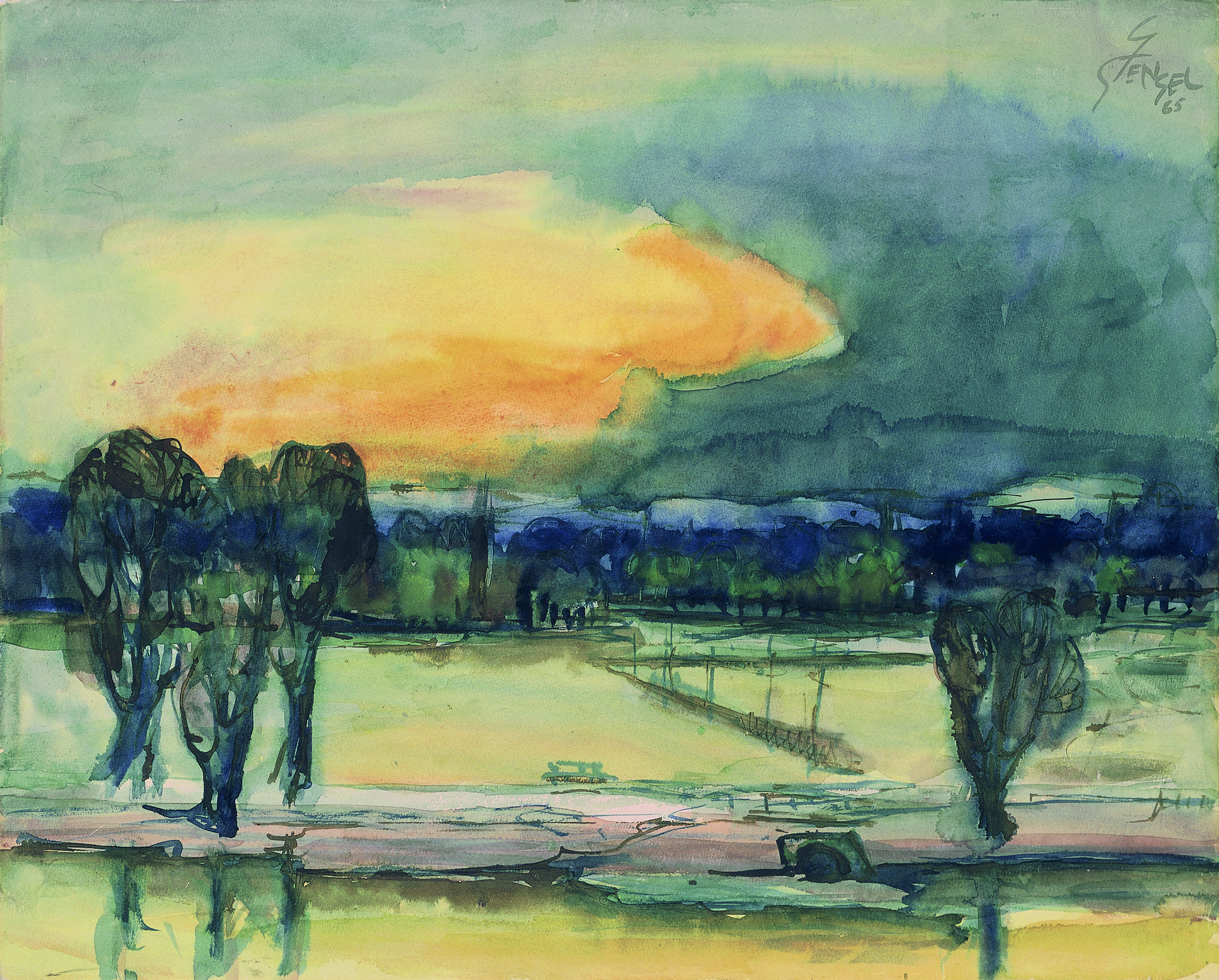
Abend an der Elbe, Aquarell, 1958

## Leben

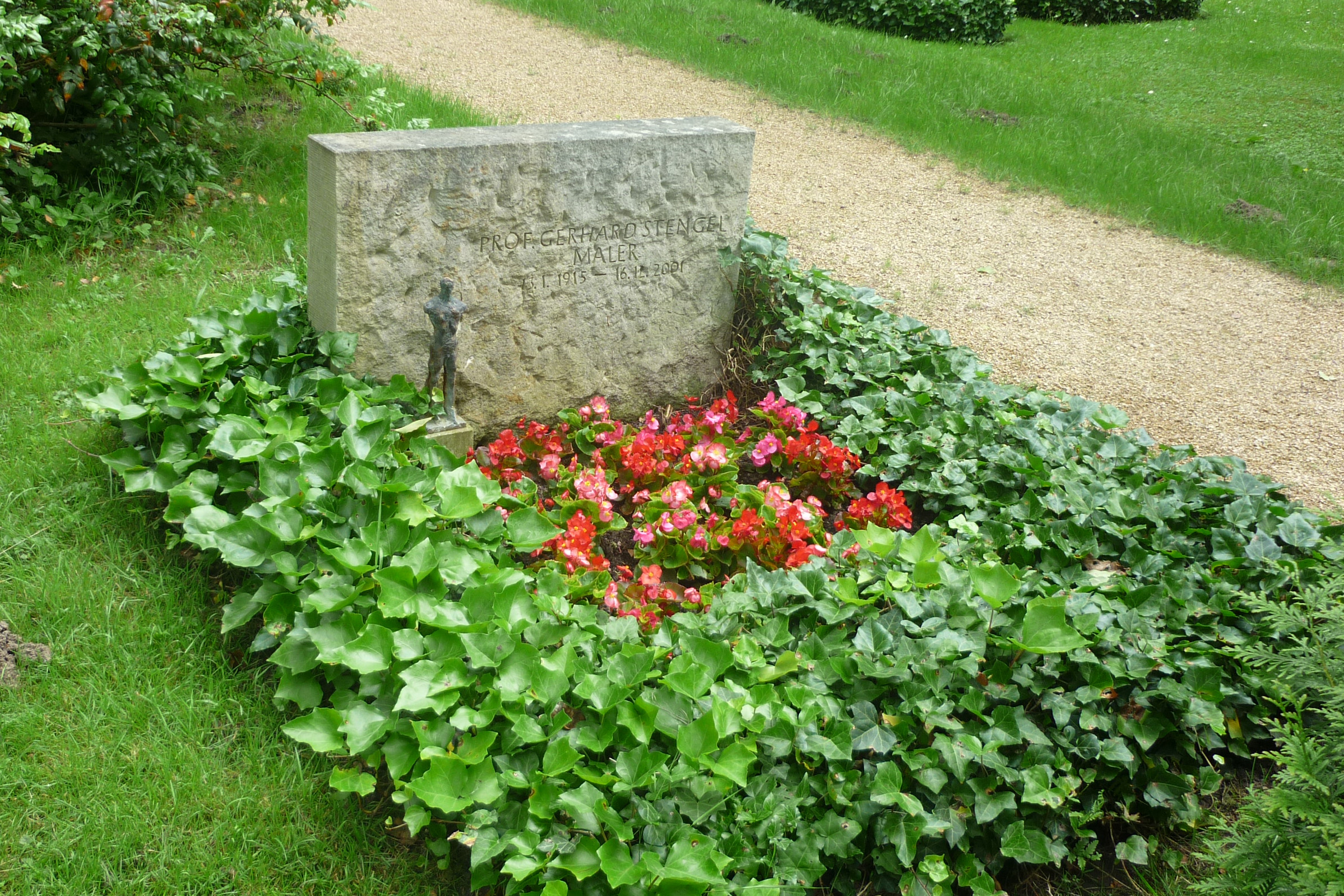
Grab von Gerhard Stengel in Dresden

Gerhard Stengel wurde am Brühl in Leipzig geboren. Nach seiner Schulzeit erlernte er das Handwerk des Dekorationsmalers von 1929 bis 1933. Wegen antifaschistischer Aktivitäten wurde Gerhard Stengel gemeinsam mit zwei seiner Brüder und dem Vater 1934 inhaftiert. Nach der Gesellenprüfung absolvierte er die Werkmeisterschule für Malen an der Technischen Lehranstalt in Leipzig, die er 1936 als Meister abschloss. Reichsarbeitsdienst, Wehr- und Kriegsdienst unterbrachen seine weitere künstlerische Ausbildung. Durch einen Unfall wurde Gerhard Stengel 1940 als wehruntauglich zum Studium beurlaubt.
In den Jahren 1940 bis 1942 studierte Stengel an der Staatlichen Akademie für Graphische Künste und Buchgewerbe in Leipzig in der Meisterklasse von Arno Drescher und setzte das Studium an der Akademie der Bildenden Künste in Wien fort. Er war Meisterschüler bei Carl Fahringer und erhielt Unterricht bei Herbert Boeckl, der ihn nachhaltig beeinflusste. 1944 wurde Gerhard Stengel ein Stipendium der Stadt Wien zuerkannt. 1948 erhielt er das Diplom für Malerei an der Akademie der Bildenden Künste in Wien und damit den formalen Abschluss seines Studiums.
Bereits seit 1946 lebte Gerhard Stengel wieder in Leipzig und unterrichtete bis 1952 als Fachlehrer für Kunsterziehung, Kunstgeschichte und Zeichnen am Gymnasium der Leibnizschule. Dort gründete er eine Klasse mit musischem Profil.
1952 erhielt Stengel eine Berufung an die Arbeiter- und Bauernfakultät der Hochschule für Bildende Künste in Dresden, für ein Jahr als Aspirant und später als Dozent für Zeichnen. Mit dem Aufbau von Werkstätten für Wandmalerei, Technologie, Gestaltungs- und Farblehre für Malerei begann 1967 ein neuer Abschnitt in Gerhard Stengels Lehrtätigkeit an der Hochschule für Bildende Künste in Dresden. 1969 erfolgte die Ernennung zum Professor. Neben zahlreichen freiberuflichen Aktivitäten als Maler und Grafiker behielt er diese Position an der HfBK inne bis zu seiner Emeritierung 1980.
Bis zu seinem Tod 2001 arbeitete Gerhard Stengel weiterhin als Maler und Grafiker in Dresden. Er hatte in der DDR eine bedeutende Zahl von Einzelausstellungen und Ausstellungsbeteiligungen, u. a. von 1958 bis 1973 an der Vierten bis VII. Deutschen Kunstausstellung in Dresden. Stengel wurde auf dem Loschwitzer Friedhof beigesetzt.

## Werk

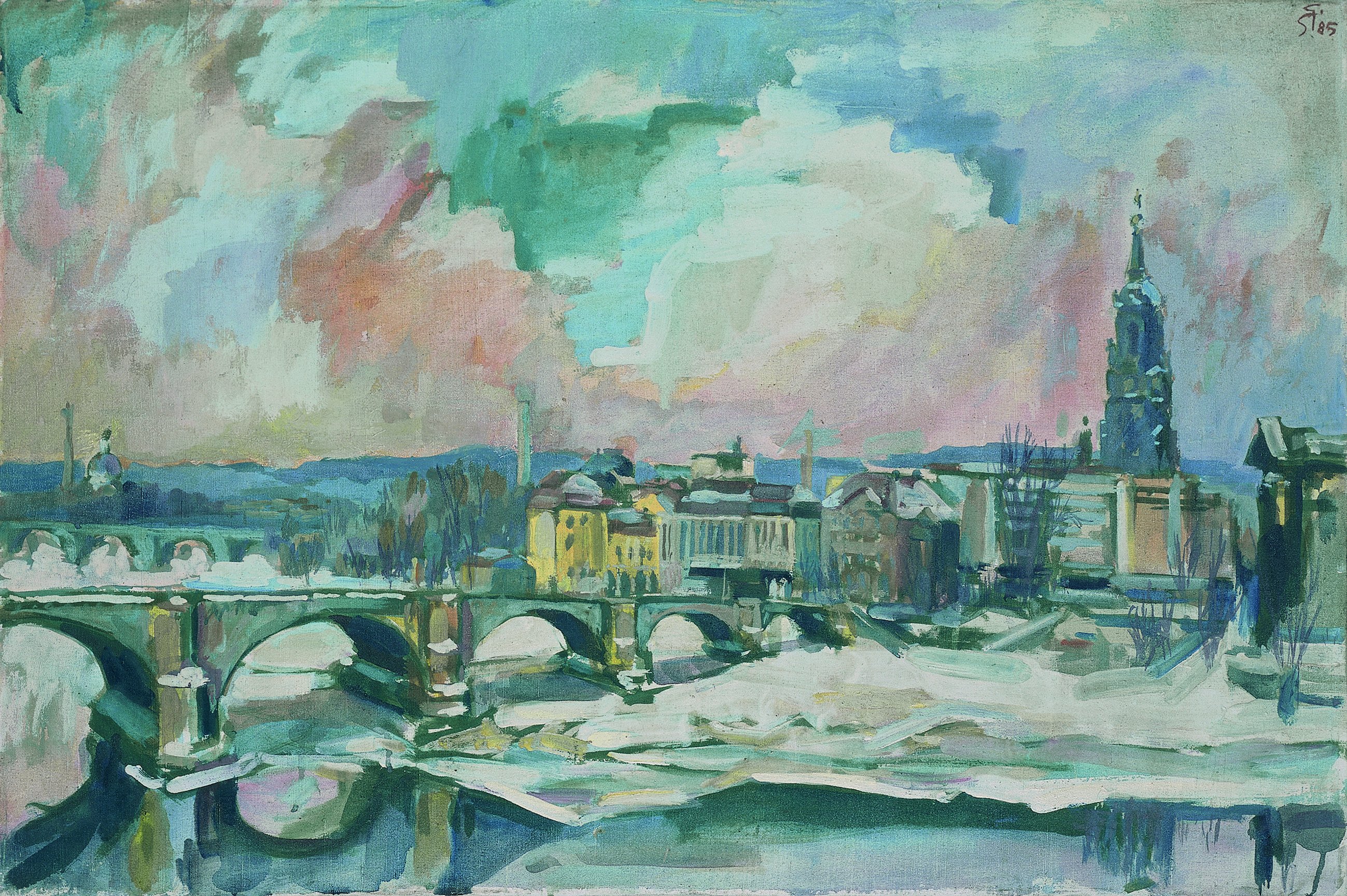
Dresdner-Neustadt, Öl auf Leinwand, 1985

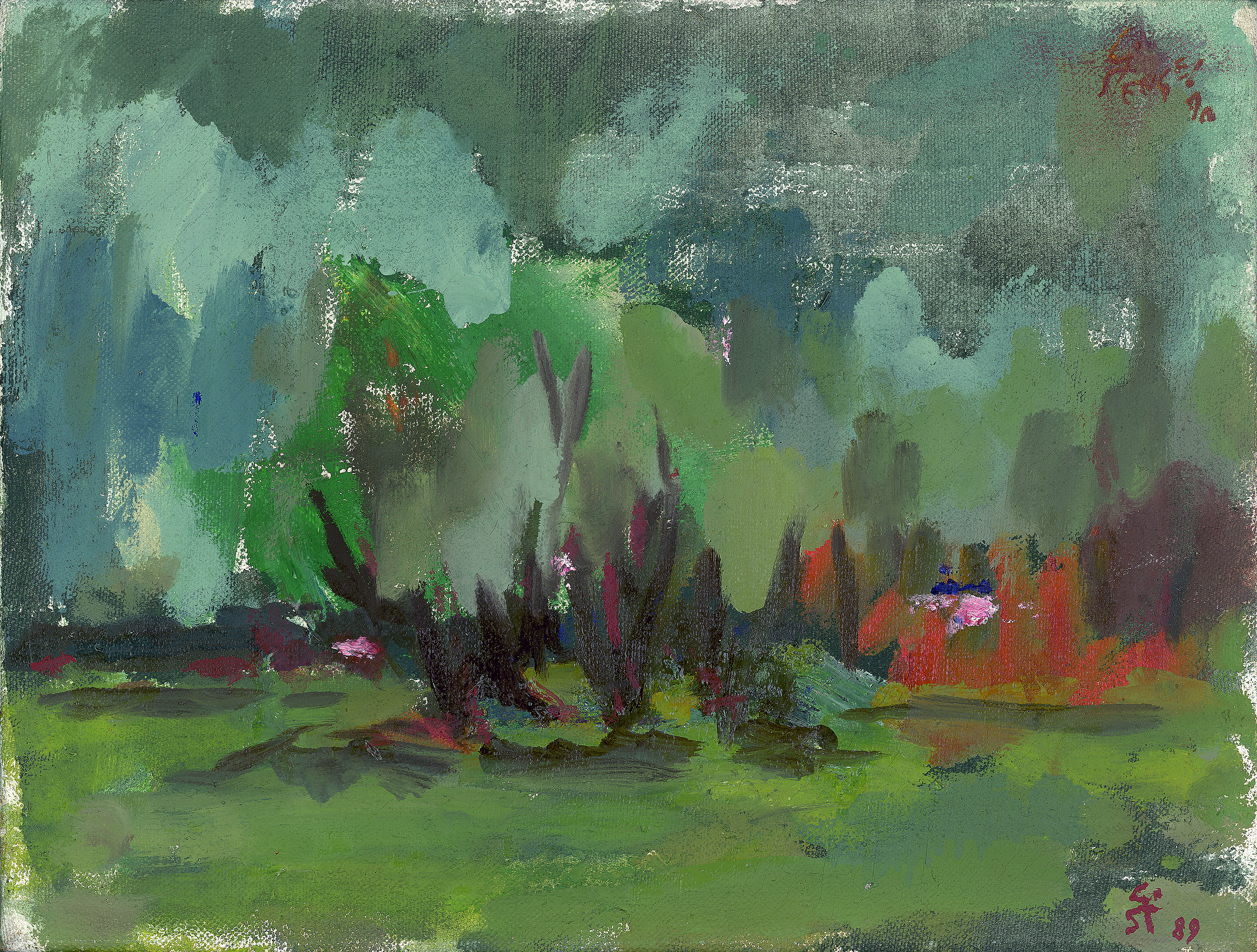
Weiden am Bodden, Öl auf MDF, 1989/90

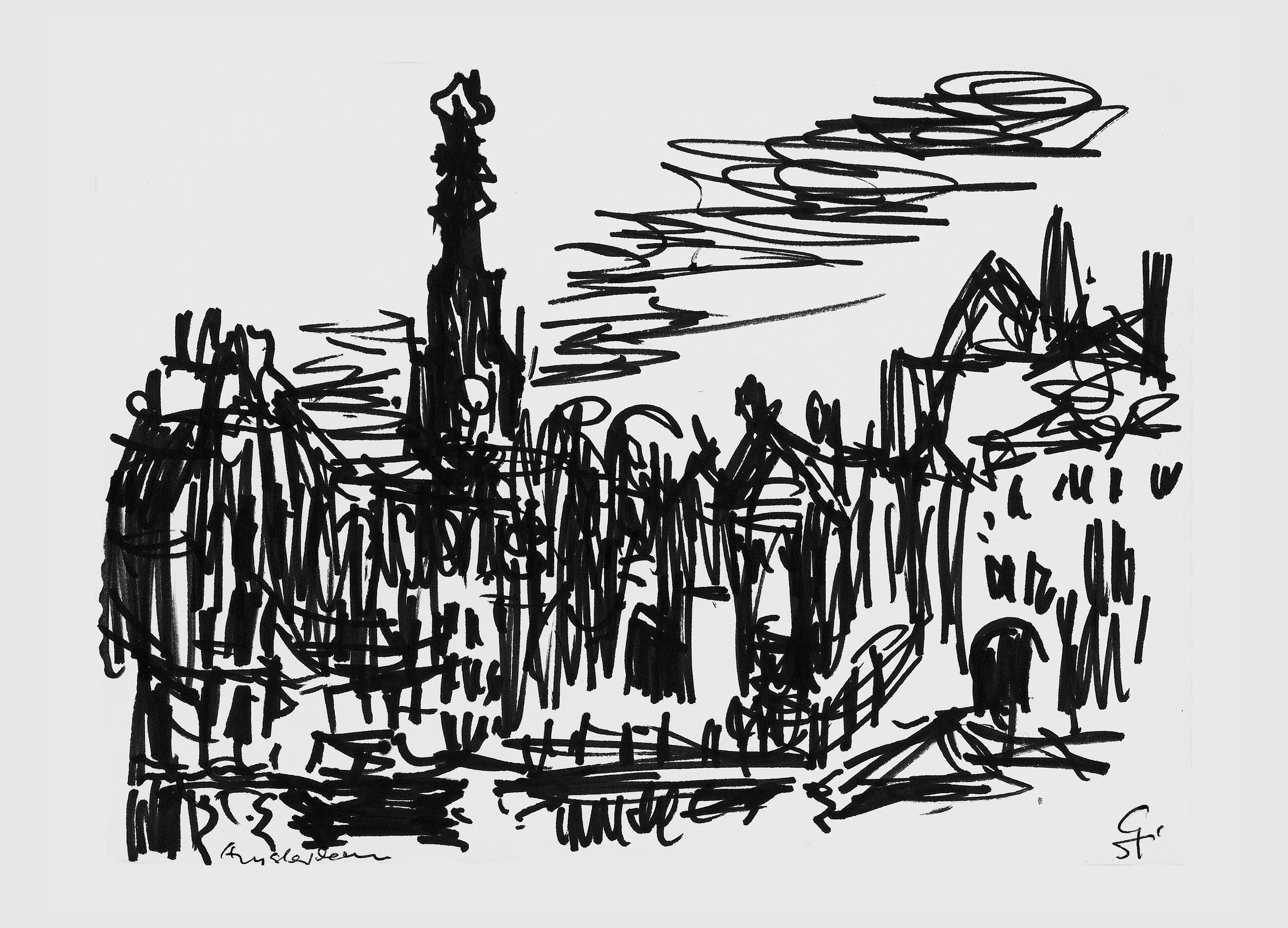
Amsterdam, Skizzenbuch, 1993

Gerhard Stengel hat in der Tafelmalerei und im Aquarell sein Hauptaugenmerk auf das Bildnis und die Landschaftsmalerei, gleichwohl der heimischen, wie der exotischen und der urbanen Landschaft gelegt. Infolge seiner zahlreichen Studienreisen dominiert die skizzenhafte Erfassung unmittelbarer Eindrücke in Feder-, Kreide- und Filzstiftzeichnungen. Sie sind in einem umfangreichen Lithografiewerk manifestiert. Seine Dresdner Aquarelle und Lithografien dokumentieren an markanten Bauten den denkmalpflegerischen Wiederaufbau der im Zweiten Weltkrieg zerstörten Stadt.

### Skizzen
„Von der Kalligraphie der Linie von Slevogt angeregt, findet Gerhard Stengel seine eigenen Handschrift. Große Variabilität im Ausdruck in den Blättern. Skizzenbücher künden von der Kunst des Augenblicks, aber auch von einem inneren Getriebensein als ständiger Herausforderung wechseln ab mit Ruhemomenten. Insofern tragen die Skizzenbücher in besonderer Weise autobiographische Züge. Zeichnend klärt der Künstler den optischen Eindruck einer fremden Welt, die er sich über das zeichnende Schauen aneignet und wohl auch begreift. Diese Spannweite ist enorm. Beschreibende Linie wie noch 1958 aus den Sibirien-Tagebüchern wandelt sich zu dynamisch bewegten, deutenden Lineatur mit Autonomie.“

### Malerei, Aquarelle
„Als Gerhard Stengel, nach seiner Studienzeit in Leipzig und Wien, nach Dresden kam, konnte er sich, unberührt von der Formalismusdiskussion, in die von Gussmann und Feldbauer, Sterl und Kokoschka in den ersten Dezennien geschaffene Hochschultradition einer expressiven realistischen Malerei einbringen. Neben seiner zunächst farblich zurückhaltenden Ölmalerei fand er im Medium der uralten Wasserfarbenmalerei ein eigens und die Dresdner Malerei bereicherndes Ausdrucksmittel, das ihm eine eindringliche, schwärmerische und einfühlsame Naturdarstellung als Ausdruck seines Diesseitsbezugs im Porträt, in der Landschaft und im Stilleben ermöglichte.“

#### Bilder Stengels in der Städtischen Galerie Dresden
- Hinterbliebene 44 (1944, Öl, 41,5 × 25,5 cm; Inv. 1977/k 528)
- Flüchtlingskinder (1945, Öl, 50 × 39 cm; Inv. 1977/k 529)
- Selbstbildnis, in Erinnerung an 1934 (1951, Öl, 80 × 65 cm; Inv. 1977/K 527)
- Wiederaufbau der Semperoper (1981, l, 89 × 117 cm; Inv. 1983/k 15)

## Ausstellungen
Eine Auswahl wichtiger Einzelausstellungen:
1946: Grimma, Berufsschule („Kunstausstellung“; Veranstalter FDGB)
| Jahr | Ort                                                                            | Datum                         |
| ---- | ------------------------------------------------------------------------------ | ----------------------------- |
| 1958 | Städtische Kunstsammlung, Museum Karl-Marx-Stadt                               | 20. September bis 26. Oktober |
| 1960 | Hygiene-Museum, Dresden                                                        | 16. Februar bis 4. April      |
|      | Staatliches Lindenau-Museum, Altenburg                                         | 27. März bis 19. April        |
| 1964 | Studio für Grafik, Kunsthalle Düsseldorf                                       | 24. Mai bis 5. Juli           |
| 1965 | Albertinum, Staatliche Kunstsammlungen Dresden                                 | 23. Juli bis 26. September    |
|      | Staatliches Museum Schwerin                                                    | 7. Juni bis 17. Juli          |
| 1967 | Angermuseum Erfurt                                                             | 23. Juli bis 20. August       |
| 1975 | Kunsthalle Bab El Loutz, Kairo, Ägypten                                        | März bis?                     |
| 1980 | Instituto Nacional de Bellas Artes Galerie José C. Orozo, Mexiko-Stadt, Mexiko | 28. April bis 30. Mai         |
| 1982 | Landhaus, Museum der Geschichte der Stadt Dresden                              | 7. April bis 10. Juni         |
| 1983 | Galerie Junge Kunst, Frankfurt/Oder                                            | 21. April bis 5. Juni         |
| 1985 | Galerie der Hochschule für Bildende Künste Dresden                             | Mai bis Juni                  |
| 1989 | Stadtmuseum Weimar                                                             | 12. März bis 30. März         |
|      | Städtische Galerie Traun, Österreich                                           | 6. September bis 15. Oktober  |
| 1990 | Galerie der Stadt Salzburg, Österreich                                         | 12. Oktober bis 4. November   |
| 1997 | Museo del Pueblo de Guanajuato, Mexiko                                         | 20. März bis 3. Mai           |
| 1998 | Galerie der BASF, Schwarzheide                                                 | 20. Juni bis 6. August        |
| 2000 | Galerie der Dresdner Bank, Dresden                                             | 18. Oktober bis 23. November  |
| 2005 | Galerie im Regierungspräsidium Dresden                                         | 30. November bis 9. Januar    |
| 2006 | Strandhalle Ahrenshoop                                                         | 7. Mai bis 9. Juli            |

## Auszeichnungen (Auswahl)
- 1958: Pestalozzi-Medaille für treue Dienste

- 1969 und 1973: Kunstpreis des FDGB

- 1969 Nationalpreis der DDR für Kunst und Literatur
- 1974 Martin-Andersen-Nexö-Kunstpreis der Stadt Dresden
- 1975 Vaterländischer Verdienstorden in Bronze